# Rickard Fuchs
Rickard Fuchs, född 9 februari 1946 i Stockholm, är en svensk läkare, komiker, skämttecknare och författare till bland annat Visst är ni sjuk! och Plåster på såren. Richard Fuchs har sålt mer än 2 miljoner böcker i Sverige, och hans böcker har publicerats i ett tjugotal länder. Han har också skrivit TV- och radioserier och pjäser.

## Biografi
Rickard Fuchs är son till direktören Ivar Fuchs (1907–1973) och Genja, ogift Kagan (1919–2004).
Fuchs studerade vid Karolinska institutet och arbetade sedan som allmänläkare,  innan han blev författare och komiker på deltid. Fuchs har hela tiden varit fortsatt yrkesaktiv som läkare.
Fuchs debutbok, Visst är Ni sjuk!, skrevs 1975 och blev en stor publik- och kritikersuccé som dessutom fick stor framgång utomlands. Boken gav också upphov till en TV-serie med samma namn på Sveriges Television under 1979, vilken låg 1:a på Tittartoppen.
Fuchs humoristiska böcker utmärks av en vänlig drift med mänskligt beteende parad med en klar psykologisk blick, medkänsla och en nödvändig bakgrund av allvar. En humorbok om läkarens liv innehöll så mycket sanning invävd bland skämten att den under flera år användes som lärobok i kursen i "Medicinsk psykologi för läkarstuderande" vid Karolinska institutet. 
Många av hans böcker har omslag och illustrationer av Louis Nitka.
Efter publiceringen av debutboken anlitades Fuchs även som kåsör i Svenska Dagbladet, Expressen och Hänt i Veckan. Han tecknade även skämtteckningarna "Doktor Truls", som gick i Allers i 20 års tid.
På senare år har några av Fuchs böcker kommit ut i England, där en av böckerna var "Book-of-the-Week" två gånger i Englands största söndagstidning. I Sverige har hans pjäs Bäst före gjort succé, först med Krister Classon, senare med Claes Månsson.
Rickard Fuchs har varit gift med apotekaren Catharina Håkansson (född 1941), dotter till ingenjören Seth Håkansson och Annie, ogift Ericsson.